# Нижнее Маслово
Нижнее Маслово — село в Луховицком районе Московской области, на реке Меча.
Впервые упоминается в рязанской писцовой приправочной книге 1594—1597 годов как село Нижнее Маслово на речке на Мече. Впоследствии упоминается в 1616 году (Маслово Нижнее) в приправочных книгах вместе с деревянной Христорождественской церковью. В 1780 году был заново перестроен помещицей А. П. Черторыжской. Колокольня была построена из деревянной церкви, купленной в селе Долгомостьево. Новая деревянная церковь была построена в 1868 году. Храм сломан в сер. XX века.
С 1778 года входило в состав Зарайского уезда Рязанской губернии.
В 1859 году в селе было 84 двора и 533 жителя, в 1906 году — 202 двора и 1527 жителей. Имелась школа, две мельницы, кирпичный завод.
В 1929 году село вошло в состав новообразованного Луховицкого района Московской области. С 1994 года было центром Нижнемасловского сельского округа. В 2004 году при создании на территории района муниципальных образований вошло в Сельское поселение Газопроводское.

## Известные жители
- Андрей Владимирович Шершнев (1869—1937) — священник, священномученик.
- Попов Михаил Михайлович (1872—1938) — священник, священномученик[3].

## Население
| 2002 | 2006 | 2010 |
| ---- | ---- | ---- |
| 616  | ↘610 | ↘555 |